# Владимировка (Астраханская область)
Это статья о селе в Енотаевском районе, о бывшей слободе на Ахтубе см. История Ахтубинска
Владимировка — село в Енотаевском районе Астраханской области, административный центр и единственный населённый пункт муниципального образования «Владимировский сельсовет».

## География
Село расположено в 11 км на юг от райцентра Енотаевки на правом берегу волжской протоки Енотаевской.
В селе расположена деревянная церковь Михаила Архангела.

## История
Село основано в 1846 году государственными крестьянами из Борисоглебска Тамбовской губернии.
В второй половине девятнадцатого века во Владимировке местное население помимо ловлей рыбы занималось также продажей солью которую доставляли из соленого озера Баскунчак. Купец Репин занимался перепродажей солью. В весенний разлив его маршрут пролегал через ерики «Гнилой» «Каширин» и через «Свинуху» через нынешний хутор Репино который в честь него и назвали так как он здесь постоянно останавливался для отдыха и не продолжительного проживания. У местных жителей покупал молоко, ягоды, фрукты, овощи, мед и так далее.
В 1929 году в селе Владимировка организован колхоз имени Астраханского совета. В 1959 году был образован совхоз «Енотаевский», куда вошло и село Владимировка. В 1975 году совхоз «Енотаевский» был разделен на два совхоза — «Енотаевский» с центром в селе Восток и совхоз «Владимировский» с центром в селе Владимировка.

## Население
| 2002 | 2010 | 2012 | 2013 | 2014 | 2015 | 2016 |
| ---- | ---- | ---- | ---- | ---- | ---- | ---- |
| 832  | ↗910 | ↗923 | ↘916 | ↘915 | ↗924 | ↘920 |
| 2017 | 2018 | 2019 | 2020 | 2021 |      |      |
| ↗926 | ↘919 | ↘884 | →884 | ↘692 |      |      |

## Известные уроженцы, жители
Кенжиев, Амангельды Амантаевич — гвардии рядовой Вооружённых Сил Российской Федерации, участник антитеррористических операций в период Второй чеченской войны, погиб при исполнении служебных обязанностей во время боя 6-й роты 104-го гвардейского воздушно-десантного полка у высоты 776 в Шатойском районе Чечни.
Иннокентий (Ястребов) — епископ Русской православной церкви, архиепископ Астраханский.

## Инфраструктура
Личное подсобное хозяйство с зоной сельскохозяйственного использования, индивидуальная застройка усадебного типа.
Основа экономики — сельское хозяйство.